# Drtinova rozhledna
Drtinova rozhledna je dřevěná rozhledna na vrchu Besedná v blízkosti obce Chotilsko v okrese Příbram. Je pojmenována na počest místního rodáka, českého filosofa a univerzitního profesora Františka Drtiny.

## Popis
Jedná se o dřevěnou stavbu vysokou 21 metrů, s vyhlídkovou plošinou o rozměrech 4x4 metry. Konečnou podobu rozhledny a jejího okolí navrhl projektant ing. Jiří Ondřich.
V přízemí rozhledny je umístěna malá výstavka věnovaná historii.
Rozhledna je součástí naučné stezky s názvem Drtinova stezka a nabízí výhled na krajinu středních Čech v okolí Slapské přehrady.
V letních měsících je rozhledna volně přístupná, v zimních je zcela uzavřena.

## Historie
První rozhledna na vrchu Besedná byla otevřena 11. července 1926 a jednalo se o 22 metrů vysokou vyhlídkovou věž ve tvaru husitské hlásky. Postavili ji místní příznivci turistiky a pojmenovali po zdejším rodákovi Františku Drtinovi. Rozhledna patřila ve 20. s 30. letech 20. století k oblíbeným turistickým cílům.
Po komunistickém převratu v roce 1948 přestala být rozhledna udržována. Důvodem bylo zřejmě působení Františka Drtiny v Masarykově vládě a účast jeho syna Prokopa Drtiny ve vládě Benešově. Neudržovaná rozhledna pak byla v roce 1967 definitivně stržena a snaha Prokopa Drtiny o sjednání výstavby nové rozhledny v 70. letech 20. století nebyla úspěšná.
Počátek úspěné iniciativy za obnovení rozhledny se datuje do roku 1996, kdy vznikl první projekt zcela nové rozhledny, finální plán byl dokončen v roce 2006 a samotná realizace stavby probíhala v letech 2014–2015. V roce 2015 pak byla rozhledna o Velikonocích slavnostně otevřena.

## Zajímavost
Drtinova rozhledna je konstrukčně podobná rozhledně na vrchu Boubín na Šumavě.

## Galerie

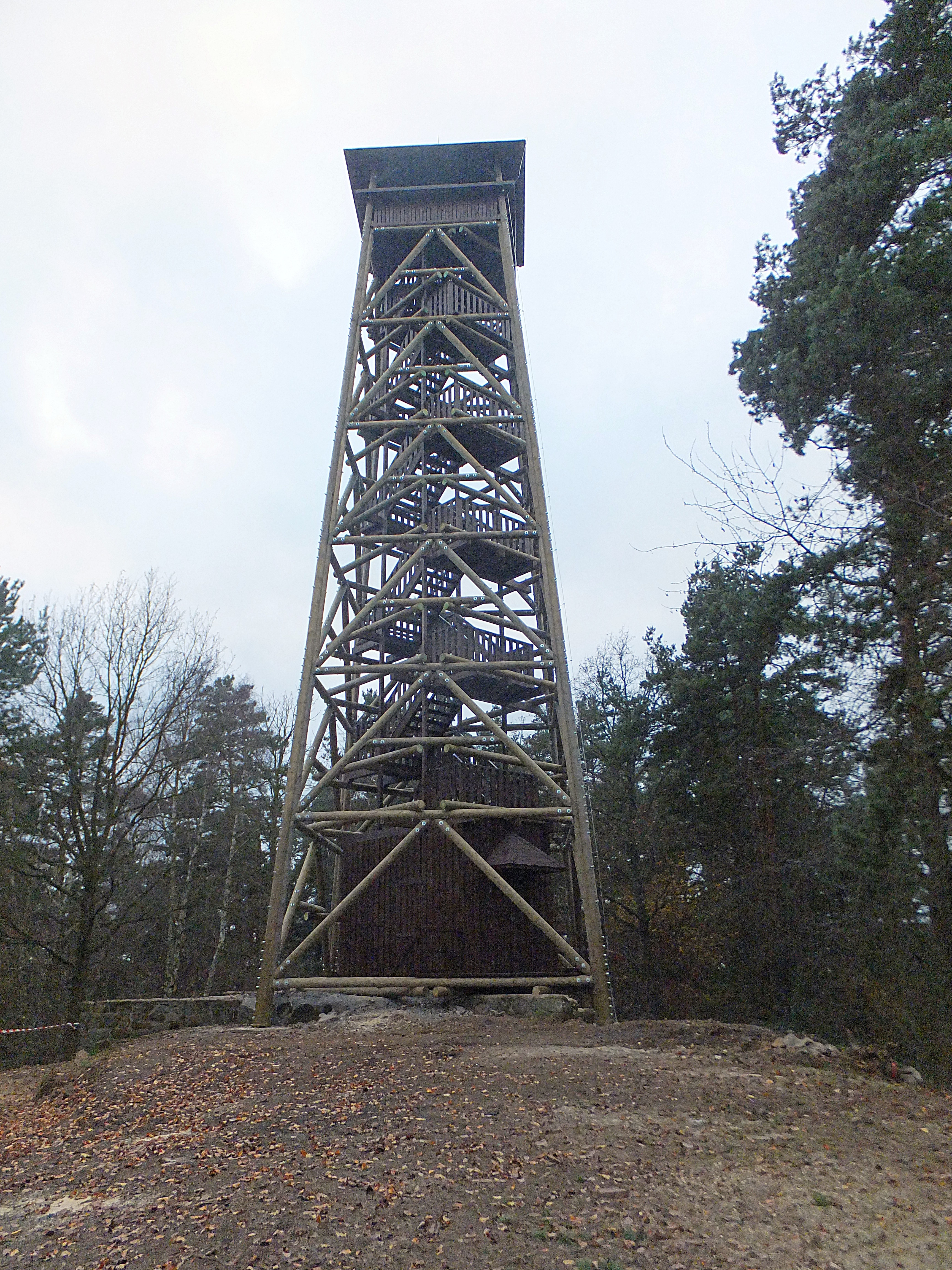
Celkový pohled před dokončením
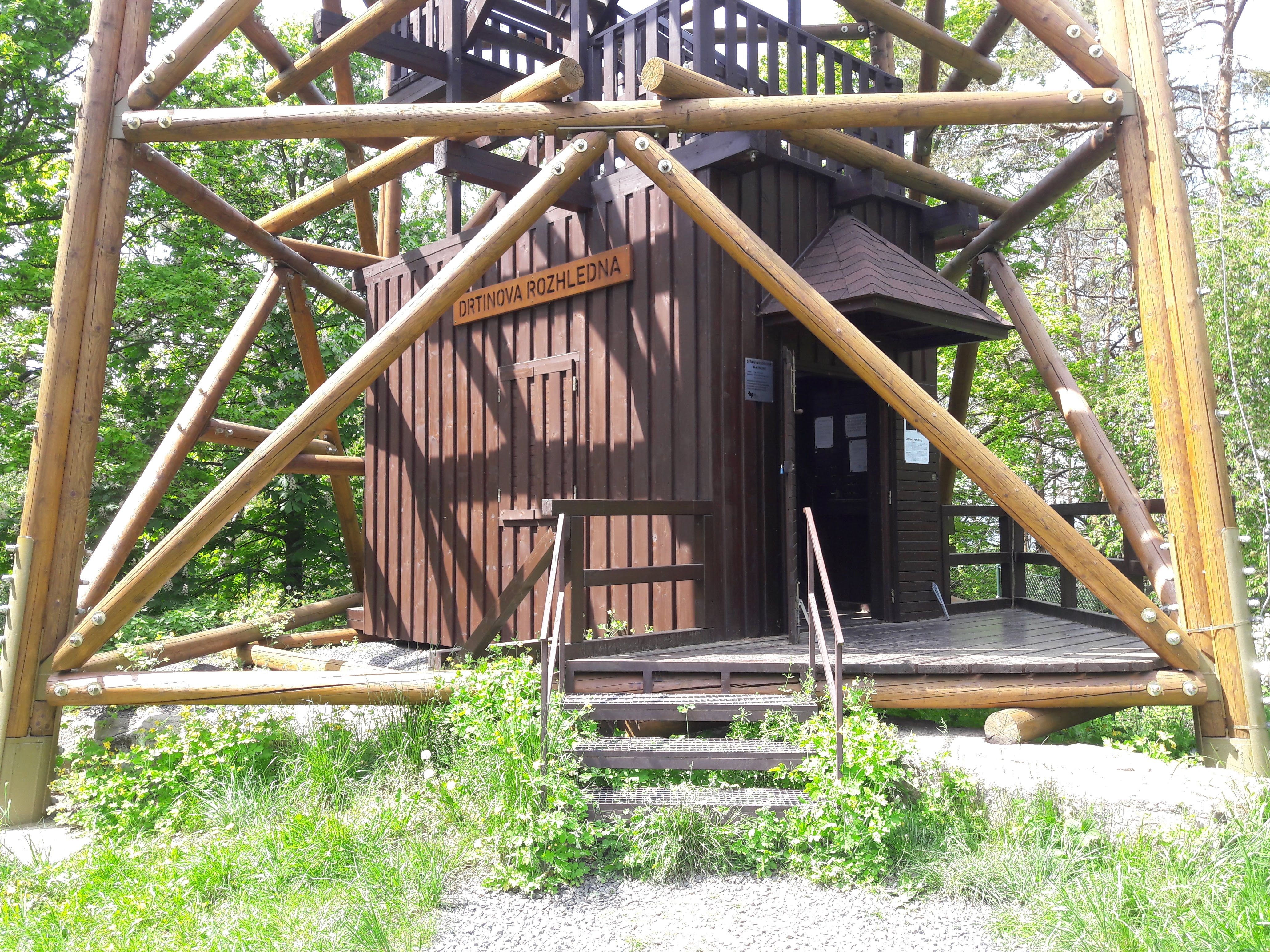
Přízemí rozhledny
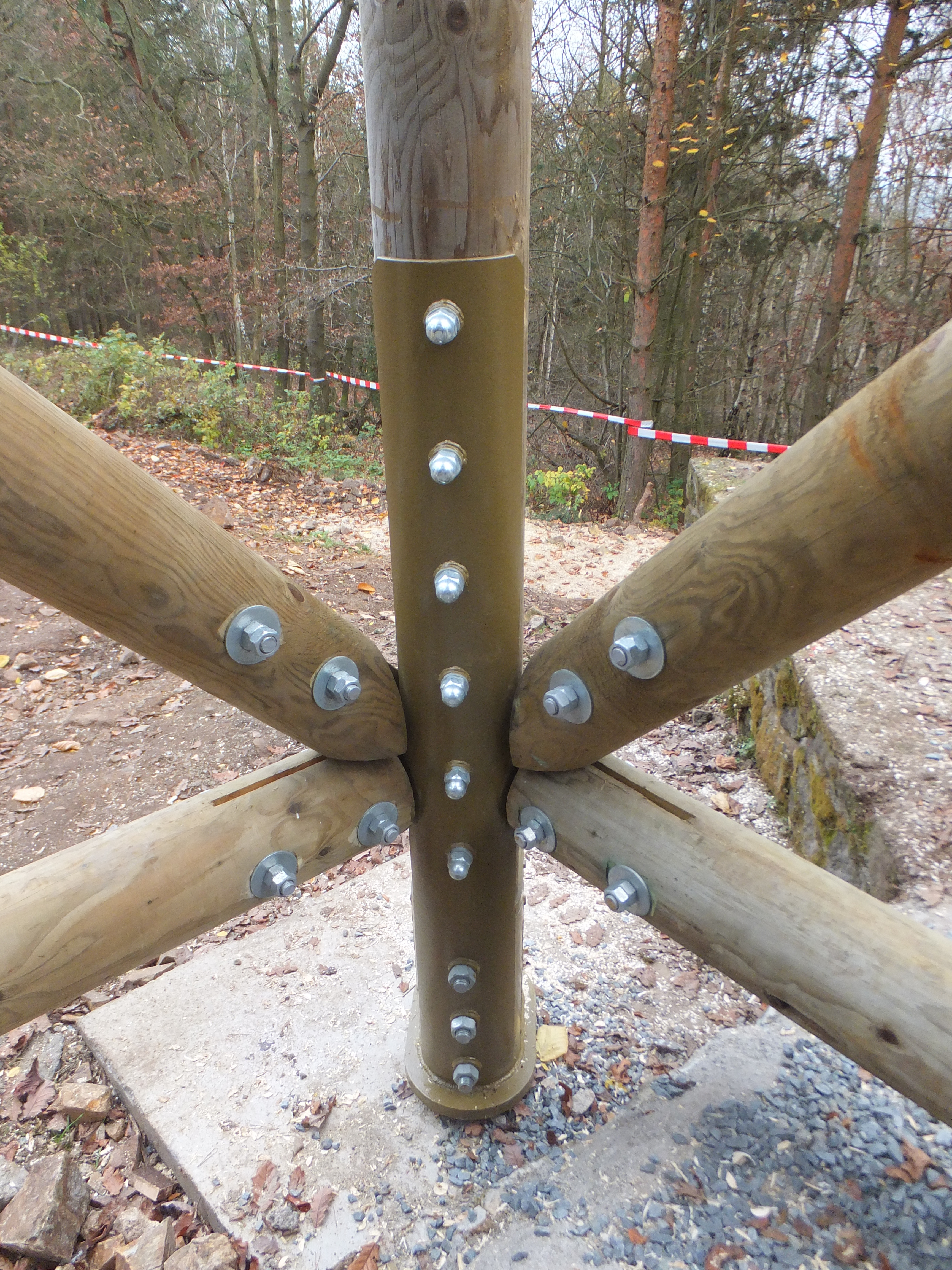
Detail dřevěné konstrukce
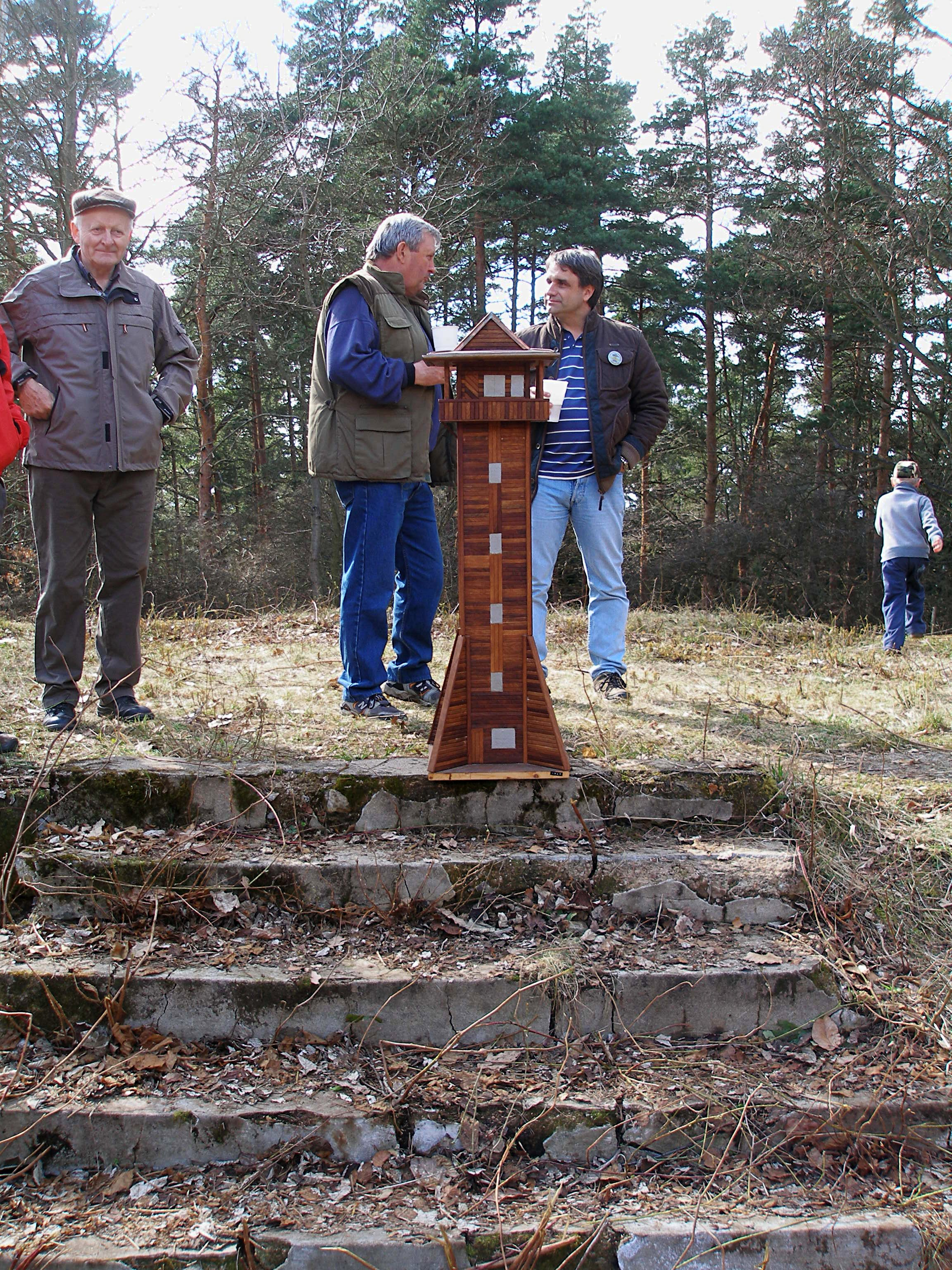
Model původní rozhledny
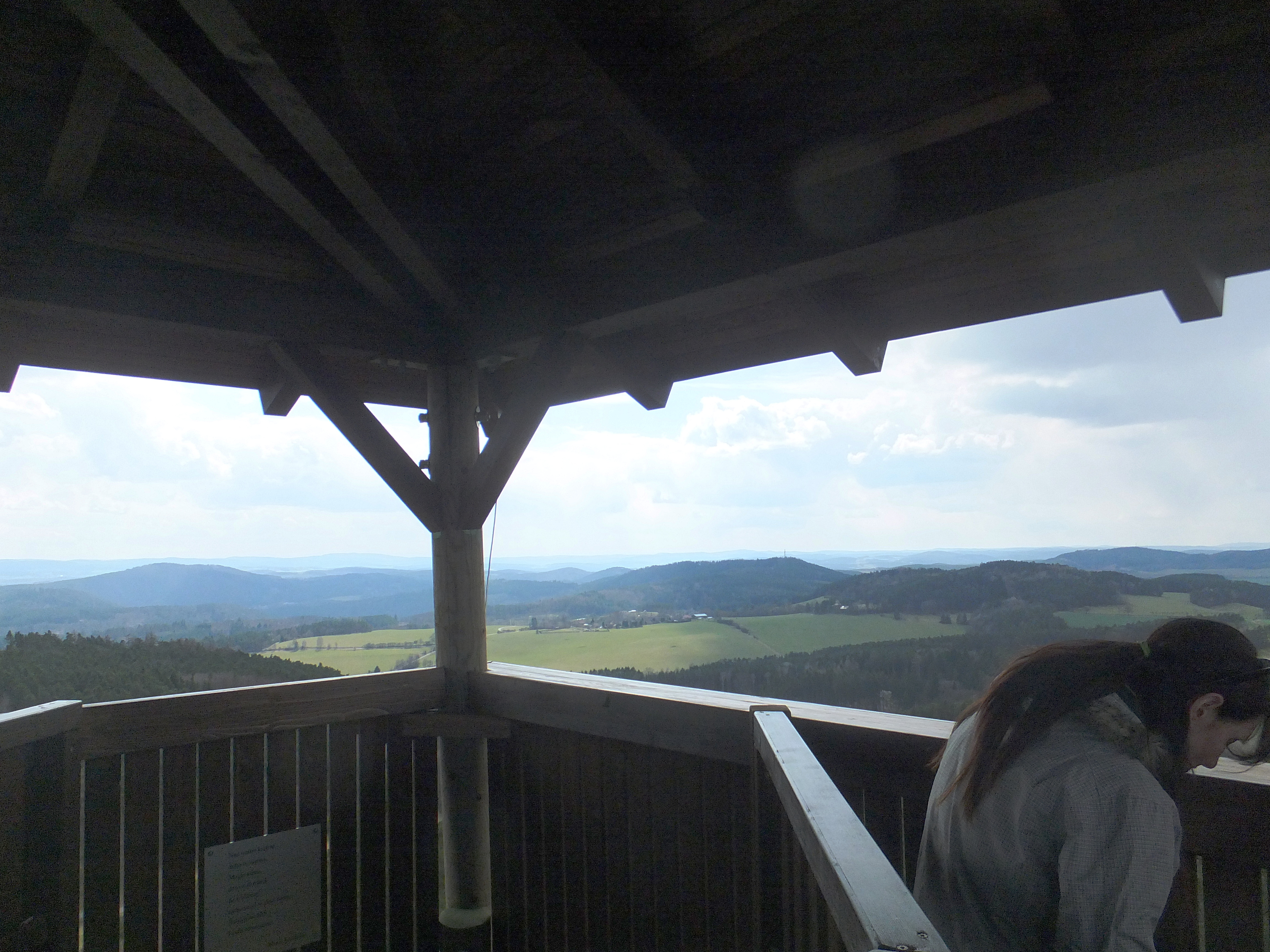
Vyhlídková plošina
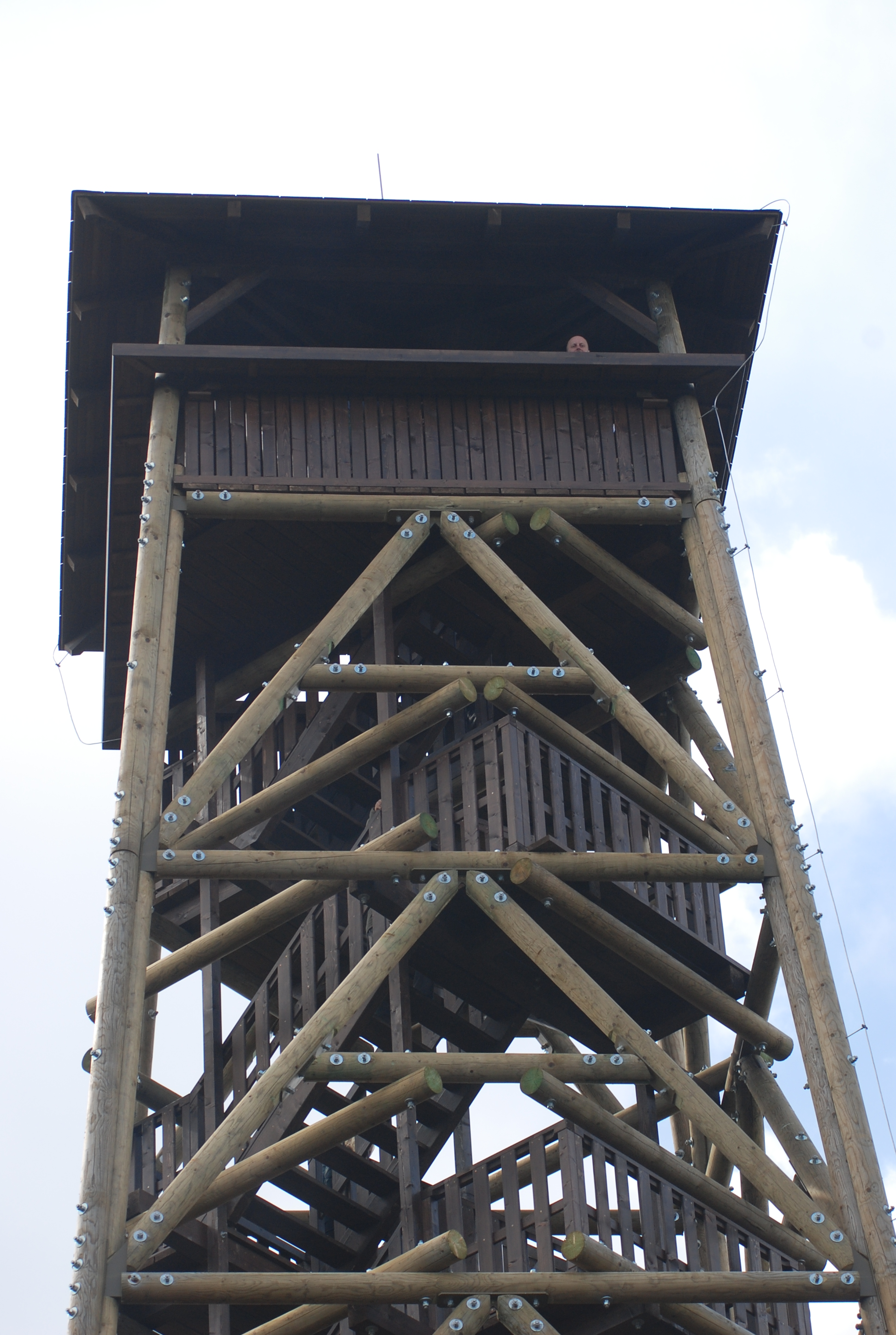
Vrchol rozhledny
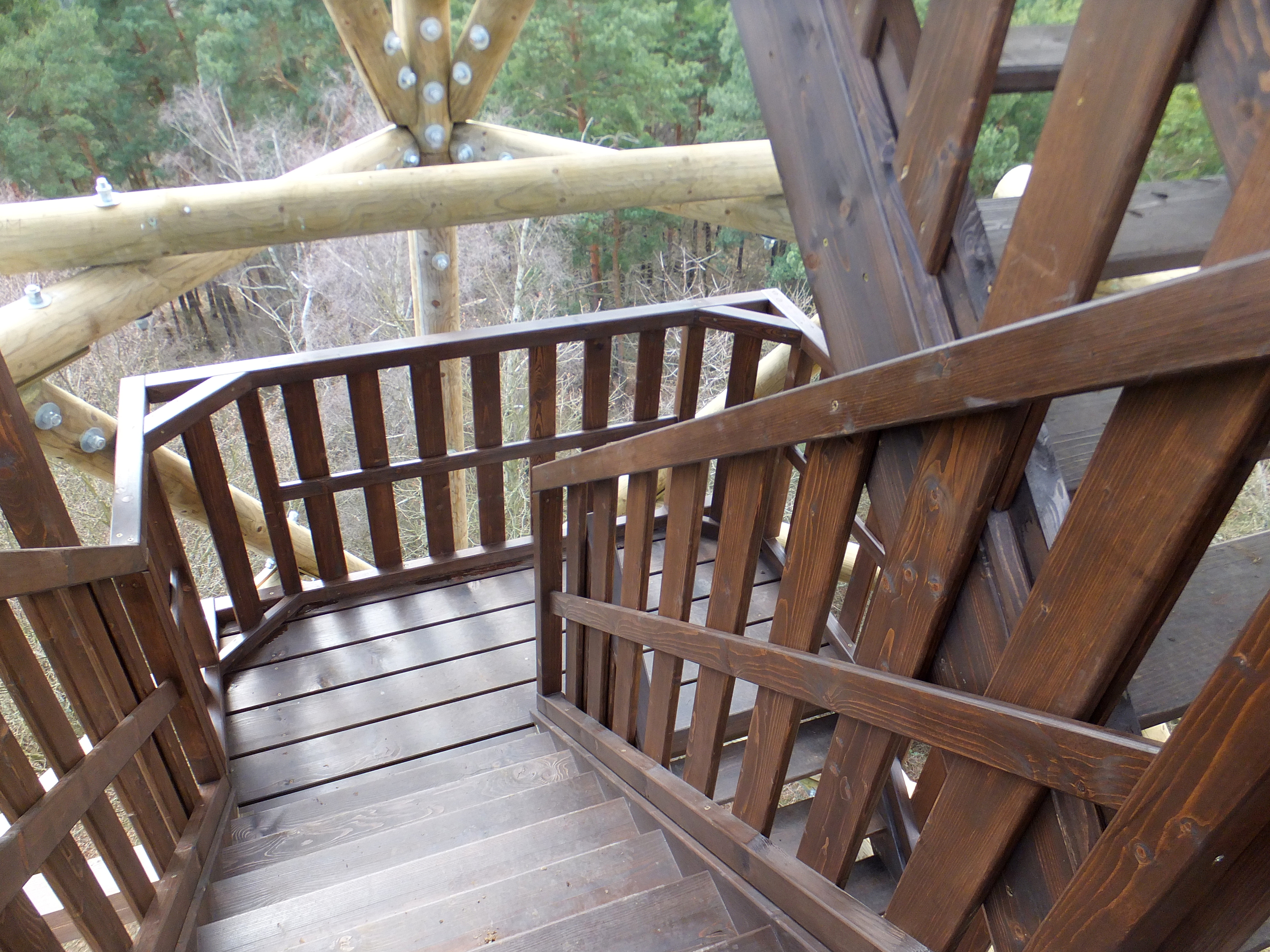
Schodiště
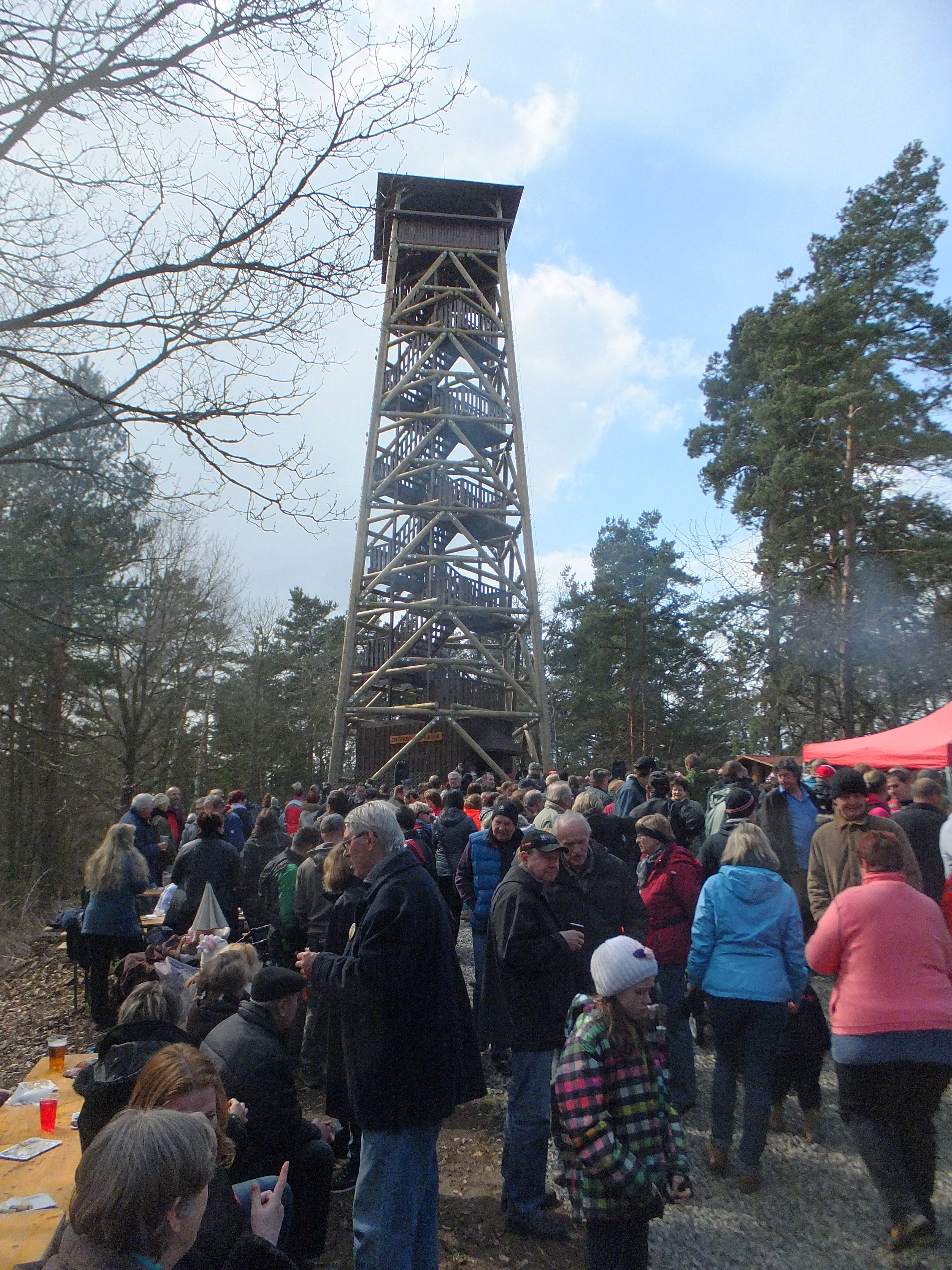
Den otevření, 2015